# Korovnice douglasková
Korovnice douglasková (Gilletteella cooleyi) je mšice poškozující jehlice dřevin sáním. Hmyz se pokrývá při sání na těle voskovitými vlákny. Korovnice douglasková je řazena do čeledě korovnicovití (Adelgidae), řádu polokřídlí (Hemiptera). V ČR jsou korovnice nejvýznamnější skupinou savého hmyzu vyskytujícího se na jehličnatých dřevinách. Svou přítomnost často prozrazují nápadnými a charakteristickými příznaky, jako jsou bílé chomáčky až povlaky vylučovaných voskových vláken, tvorba hálek či deformace jehličí a výhonů.

## EPPO kód
ADLGCO

## Synonyma patogena

### České názvy
Podle EPPO a Biolib je pro patogena s označením korovnice douglasková (Gilletteella cooleyi) používáno více rozdílných názvů, například mšice Cooleyova.

## Popis
Drobná černohnědá mšice, 0,8–1 mm velká, pokryta voskovými vlákny.

## Hostitel
- douglaska (Pseudotsuga spp.)
- smrk[4]

## Příznaky
Deformace, krnění a opad jehlic. Letorosty zakrňují. Vatovité chomáčky na jehlicích a větvičkách. Medovice na jehlicích.

## Význam
Následky poškození nebývají zvlášť závažné. 

## Biologie
V podmínkách ČR se druh vyvíjí anholocyklicky (to znamená, že v celém generačním cyklu se vyskytují jen partenogeneticky se rozmnožující jedinci). Okřídlené mšice přelétají na smrk, kde tvoří hálky.

## Ekologie
Lesy, parky, zahrady.

## Ochrana rostlin
Z ochranných opatření lze použít chemické ošetření napadených stromů. Zpravidla ale nebývá nutné.